# Сент-Дейвидс

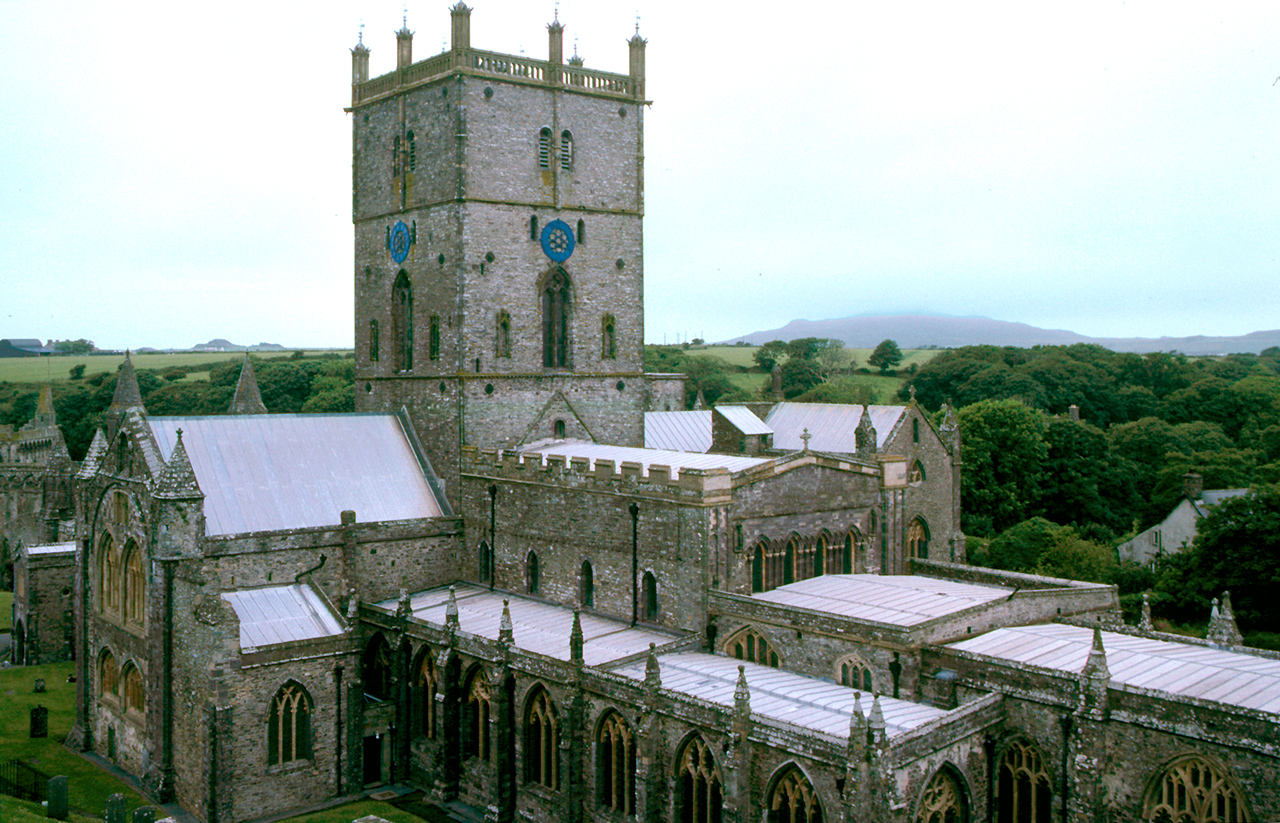
Собор святого Давида

Сент-Де́йвидс (англ. St David's, валл. Tyddewi) — город на юго-западе Уэльса, в графстве Пембрукшир. Самый маленький город Великобритании со статусом сити (население менее 2000 человек) и единственный город, целиком расположенный в пределах национального парка (Пембрукшир-Кост). Город расположен на реке Алин на полуострове Сент-Дейвидс, западной оконечности Уэльса. В Сент-Дейвидсе расположен собор святого Давида, в Средние века бывший центром паломничества. Собор является центром англиканского диоцеза Сент-Дейвидс.
Согласно легенде, монастырь на месте будущего собора был основан самим святым Давидом в VI веке. Несмотря на то что монастырь несколько раз был разграблен, в том числе викингами, он оставался значительным религиозным центром: монахи из Сент-Дейвидс, в частности, Ассер (ум. 909), были призваны ко двору Альфреда Великого, монастырь также посетил Вильгельм Завоеватель. В 1190 году Ригиварх создал житие Давида, утверждавшее его святость, и в 1123 году папа римский Каликст II объявил Сент-Дейвидс центром паломничества (согласно его эдикту, два паломничества в Сент-Дейвидс приравнивались к одному паломничеству в Рим, а три — в Иерусалим). В 1131 году был освящён новый собор. Собор святого Давида, сохранившийся до наших дней, был начат в 1181 году и вскоре завершён.
В городе сохранились также городские ворота XIII века, руины епископской резиденции XIV века и древний каменный кельтский крест.
В 1995 году королевским указом всему поселению Сент-Дейвидс был присвоен статус города (сити).

## Известные жители
- Ассер — валлийский хронист и церковный писатель IX века.
- Генри Хикс — валлийский геолог.

## Города-побратимы
Сент-Дейвидс имеет договоры о побратимстве со следующими городами:
- Нейс, графство Килдэр, Ирландия
- Матсиенг, Лесото
- Орлеа, Франция